# Bipolaris miyakei
Bipolaris miyakei är en svampart som först beskrevs av Y. Nisik., och fick sitt nu gällande namn av Shoemaker 1959. Bipolaris miyakei ingår i släktet Bipolaris och familjen Pleosporaceae.   Inga underarter finns listade i Catalogue of Life.